# Begonia coccinea
Begonia coccinea é uma espécie de planta do género Begonia decrita em 1843 por William Jackson Hooker.
Begonia coccinea é uma espécie encontrada nas florestas submontanas e montanas dos estados do Rio de Janeiro e Espírito Santo, com distribuição disjunta entre os dois. Cresce geralmente sobre árvores de 20-30 m de altura. Erros de identificação são frequentemente atribuídos a uma planta amplamente cultivada em jardins, entretanto, o cultivar Begonia 'coccinea' Hort. diferencia-se por se tratar de uma planta terrestre (vs. epífita), com flores alvas a róseas (vs. vermelhas) e cápsulas cordiformes (vs. obtriangulares).

## Conservação
A espécie faz parte da Lista Vermelha das espécies ameaçadas do estado do Espírito Santo, no sudeste do Brasil.